# Tignécourt
Tignécourt település Franciaországban, Vosges megyében. Lakosainak száma 82 fő (2022. január 1.). Tignécourt Bleurville, Fouchécourt, Frain, Isches, Morizécourt, Saint-Julien, Serécourt és Serocourt községekkel határos.

## Népesség
A település népessége az elmúlt években az alábbi módon változott:
| Lakosok száma | 118  | 109  | 108  | 105  | 106  | 106  | 98   | 90   | 82   |
|               | 2013 | 2015 | 2016 | 2017 | 2018 | 2019 | 2020 | 2021 | 2022 |